# Rhinobrycon
Genre
Rhinobrycon est un genre de poissons téléostéens de la famille des Characidae et de l'ordre des Characiformes. Le genre Rhinobrycon est mono-typique, c'est-à-dire qu'il n'est composé que d'une seule espèce, Rhinobrycon negrensis.

## Liste d'espèces
Selon FishBase (13 juin 2015):
- Rhinobrycon negrensis Myers, 1944